# یاسویوکی کاسه
یاسویوکی کاسه (انگلیسی: Yasuyuki Kase؛ زادهٔ ۱۴ مارس ۱۹۷۱) صداپیشه، و بازیگر اهل ژاپن است.